# Armadale (Lothian Occidentale)
Armadale (Armadal  in lingua gaelica scozzese) è una località della Scozia, situata nell'area di consiglio del Lothian Occidentale.